# Красногорский (Ивановская область)
Красногорский — село в Кинешемском районе Ивановской области России. Входит в Ласкарихинское сельское поселение.

## География
Расположено в восточной части поселения, на правом берегу реки Желваты, левого притока Волги.

## История
С 22 августа 1960 по 25 февраля 2005 года — административный центр Красногорского сельсовета. После упразднения сельсовета 25 февраля 2005 года входит в Ласкарихинское сельское поселение.

## Население
| 2010 |
| ---- |
| 183  |

## Инфраструктура
- отделение почтовой связи № 155844
- Красногорская основная общеобразовательная школа
- на базе Красногорской школы организована дошкольная группа[2]

## Достопримечательности, памятные места
Обелиск памяти павших в годы Великой Отечественной войны, 1941—1945 гг.

## Транспорт
Село и всё сельское поселение не имеют постоянного сообщения с правобережной частью Кинешемского района, так как здесь слабо развита дорожная сеть и отсутствуют маршруты общественного транспорта. Зимой в районный центр жители добираются по льду через Волгу, летом — на пароме.